# Troglosternus dasypus
Troglosternus dasypus är en skalbaggsart som beskrevs av Heinrich Bickhardt 1917. Troglosternus dasypus ingår i släktet Troglosternus och familjen stumpbaggar. Inga underarter finns listade i Catalogue of Life.